# Alexandre Fichet
Alexandre Fichet (1588-1659) (* Petit-Bornand, 2 de Fevereiro de 1588 - † Chambéry,  30 de Março de 1659), foi jesuíta, erudito e pregador francês.  Foi autor de uma biografia sobre a vida de Santa Joana de Chantal  .  Sua irmã, Marie-Adrienne, era também uma monja da comunidade de Annecy e visitou a santa numa viagem que fez a Paris em 1641..

## Biografia
Nascido no ano de 1588 na comuna francesa de Petit-Bornand, Padre Alexandre Fichet se distinguiu pelo seu talento como pregador e pelo seu zelo infatigável com relação à educação dos jovens.  Depois de ter ensinado retórica em Lyons durante sete anos e filosofia durante quatro anos, dedicou trinta anos de sua vida ao ministério do púlpito, e conforme as palavras do Padre Alegambe, a multidão de ouvintes era tão grande, que as igrejas nem sempre eram grandes o bastante para poder receber a todos, e ele por várias vezes teve de pregar a céu aberto.  O Padre Fichet tinha um talento particular para despertar em seus alunos a vocação para o monasticismo.
Durante algum tempo foi reitor do Colégio de Nîmes, tendo sido porta-voz da Província de Lyons durante a oitava congregação geral da sua Ordem.

## Obras
- Chorus poëtarum classicorum duplex, sacrorum et rofanorum, Lyon, 1616.
- Arcana studiorum omnium methodus, et bibliotheca scientiarum,” Lyons, 1649, 8vo, reimpressa por Fabricius em 1710, com adições; “Favus Patrum,” uma coleção dos pensamentos dos pais da igreja, em 12mo, contendo mais de 1000 páginas.
- Les saintes Reliques l'Érothée, sainte vie Mère Jeanne ...  - Google Books